# 中島淳一 (画家)
中島 淳一（なかしま じゅんいち、1952年11月13日 - ）は、日本の画家・役者。
佐賀県出身。

## 来歴
佐賀県立唐津東高等学校出身。
1975～76年、米国ベイラー大学留学中に、英詩を書き、絵を書き始める。
1980年代、ホアン･ミロ国際コンクール、ル･サロン展などに入選。スペイン美術賞展、優秀賞。 日仏現代美術展(82､83年)、クリティック賞、ビブリオテック･デ･ザール賞。フィレンツェ芸術祭展、地中海芸術賞、パリ･マレ芸術文化褒賞。
1990年代、 ARTEC･カンヌ、欧日芸術振興賞、アートブランドエクイテイ大賞。 フィレンツェ美の奇蹟展、リッカルド･アマディ芸術文化大賞を受賞（98年）。ブリアン・デュ・ソレイユ賞（1998）。日伊文化親善金華褒賞。ベルサイユ市芸術名誉市民（1998）。
2010年代、日仏現代美術博、フランス芸術学士院理事長認定作家メダリスト。国際芸術交流展神戸、イーグル・ド・ニース・フランス美術協会賞（2012）。国際芸術大賞（イタリア・ベネチア）展、国際特別賞（2012）。

## 略歴・人物
- 画家としての活動の他方、詩集「愁夢」英詩集「ALPHA&OMEGA」小説に「卑弥呼」「木曜日の静かな接吻」エッセイ集に「夢は本当の自分に出会う日の未来の記憶である」がある。
- 1986年より、脚本・演出・出演の一人演劇を上演。演目は「沙漠の商人」「ナザレのイエス」「釈迦」「孔子」「空海」「親鸞」「龍馬」「吉田松陰」「信長」「卑弥呼」「羅生門」「ゴッホ」「オイディプス王」「ハムレット」「マクベス」「オセロ」など45作。上演回数は1600回以上。

## 受賞
- ホアン・ミロ国際コンクール、ル・サロン展などに入選。1982年、日仏現代美術展 クリティック賞
- 1983年　日仏現代美術展 ビブリオテック・デ・ザール賞。スペイン美術賞展 優秀賞
- 1996年　フィレンツェ芸術祭典、地中海芸術賞
- 1997年　パリ・マレ芸術文化褒賞。 ARTEC・カンヌ、欧日芸術振興賞。 アートブランドエクイティ大賞。 フィレンツェ美の奇跡展、リッカルド・アマディ芸術大賞
- 1998年　ブリアン・デュ・ソレイユ賞。日伊文化親善金華褒賞。ベルサイユ市芸術名誉市民。
- 2010年　日仏現代美術博 フランス芸術学士院理事長認定作家メダリスト。カンヌ国際栄誉グランプリ 銀賞。国際芸術交流展神戸 CEPAL(ヨーロッパ芸術文化振興協会) 金賞。国際芸術大賞(イタリア・ベネチア)展 国際金賞
- 2011年　国際芸術交流展神戸 グレチマリノ国際アカデミー賞
- 2012年　スペイン・バルセロナ国際サロン展 国際金賞。国際芸術交流展神戸 イーグル・ド・ニース ・フランス美術協会賞
- 2013年　国際芸術大賞(日仏合同)展 日仏賞
- 2014年　国際芸術交流展神戸 スペイン大使館賞
- 2015年　東京国際フォーラム・イタリアワイン三千年アートラベル展 真紅の煌きアートラベル金賞
- 2016年　パリ世界平和恩送りアートラベル展、日仏アートラベル芸術栄誉金賞